# 林土駅
林土駅（リムトえき）は朝鮮民主主義人民共和国慈江道満浦市に位置する朝鮮民主主義人民共和国鉄道省北部内陸線の駅である。